# Delusional Monthly Magazine
Delusional Monthly Magazine (japanisch 月刊モー想科学 Gekkan Mōsō Kagaku) ist eine Anime-Serie aus dem Jahr 2024, die bei Studio OLM entstand. Die Geschichte von Ichigo Umatani dreht sich um eine Magazin-Redaktion auf der Jagd nach Relikten eines versunkenen Kontinents und deren Gegenspieler, die es ebenfalls auf die Artefakte abgesehen haben. Die Mystery- und Comedy-Serie wurde international veröffentlicht, unter anderem mit deutschen Untertiteln.

## Handlung
In der Hafenstadt Most City sucht der Wissenschaftler Gorō Satō nach einem Magazin, das seine Recherchen zum versunkenen Kontinent Mo veröffentlicht. Er begibt sich zum Delusional Monthly Magazine, weil es bereits zu dem Thema geschrieben hatte und er sich daher dort Hoffnungen macht. Im Café unter dem Büro findet er den faulen Redakteur Tarō J. Suzuki vor, der lieber eine reiche Frau heiraten und bei ihr Hausmann sein will. Außerdem arbeiten der Junge Jirō Tanaka und der Hund Saburō in der Redaktion. Alle machen Satō wenig Hoffnung, schließlich handele es sich doch um ein Magazin für Übernatürliches, und wimmelt ihn ab. Doch kurz darauf wird Satō im Labor, in dem er arbeitet, überfallen. Die Redaktion des Magazins rettet ihn, wobei sich Tarō zur Überraschung aller in ein Tigermonster verwandelt und die Angreifer vertreibt. Satō verliert nach dem Vorfall seinen Job und wird von Chefredakteurin Catherine gegen Tarōs Willen im Magazin angestellt.
Während der stets übermäßig motivierte Satō seine Recherchen zu Mo weiter vorantreiben und veröffentlichen will, geht die Redaktion auch allerlei übernatürlichen Vorfällen auf den Grund, die an sie herangetragen werden. Dass Tarō Geisterwesen sehen kann – und von der Begegnung ohnmächtig wird – und Jirō Heilkräfte hat, wird lange vor dem neuen Kollegen geheim gehalten. Und der Grund für die Verwandlungen Tarōs sind allen noch ein Rätsel. Tarō selbst verliert stets jede Erinnerung daran. Es hat wohl mit einem Artefakt zu tun, das sie fanden und das mit Mo zusammenhängt, einem Mopart. Bei ihren Recherchen zu übernatürlichen Ereignissen stoßen sie auf weitere dieser Moparts. Aber dabei stellen sich ihnen immer wieder die Zwillinge Perch und Noin entgegen. Sie arbeiten für den Konzern White Pegasus, dessen Chef Edward Chi sie beauftragte, die Moparts zu sammeln. Zuerst Noin und später auch Perch können sich wie Tarō in Tierwesen verwandeln, in deren Form sie kämpfen. So wird klar, dass es die Moparts sind, die die Verwandlung zu „Motariern“ ermöglichen. Im Keller ihres Cafés findet die Redaktion eine Tür, die sich mit allen Moparts als Schlüssel zu öffnen scheint. Mit weiteren Moparts können sich schließlich auch Jirō und dann Saburō verwandeln. Beide können nun mehr über Mo verraten, dessen Prinz Jirō einst war.
Auf den Kontinent Mo aufmerksam wurde Satō durch die damals als Genie angesehene jugendliche Forscherin Four Tune, die damit 14 Jahren zuvor an die Öffentlichkeit ging. Doch wurde ihr nicht geglaubt und sie verstoßen. Nur Edward Chi hielt zu ihr und unterstützt sie seither weiter in ihrer Suche nach einer Möglichkeit, den Kontinent Mo wieder auftauchen zu lassen. Dann erhält Satō von Catherine überraschend die fehlenden Moparts. Nachdem Jirō und Tarō erst dagegen sind, willigen sie doch ein, mit den Moparts den Kontinent wieder auftauchen zu lassen. Als er vor der Küste erscheint, sind auch Edward und die Zwillinge überrascht, denen die Moparts von Catherine, als die sich Four Tune ausgab, genommen wurden. Sie alle reisen durch das Tor auf Mo. Dort im Palast angekommen offenbart Four Tune, worum es ihr von Anfang an ging: Sie will mit der Technologie von Mo die Menschheit auslöschen, weil diese mit ihren Streitigkeiten und Kriegen nur Unglück über die Welt bringt. Als sie es das erste Mal versuchte, hielt Jirōs Vater sie auf, indem er den Kontinent versenkte. Als nun Four Tune an ihrem Ziel zu zweifeln beginnt, weil sie sich in Edward verliebt hat, aktiviert dieser für sie die Zerstörung der Menschheit. Nur durch ein erneutes Versenken von Mo können die anderen Motarier das Ende der Menschheit aufhalten. Edward wird im Kampf schwer verletzt und sein Leben nur durch Jirōs Heilkräfte gerettet. Zurück in Most City macht Four Tune ihren Frieden mit den Menschen. Die Leitung des Delusional Monthly Magazine wird auf Satō übertragen, der gleich die nächsten Recherchen aufnimmt, während Four Tune die Existenz weiterer versunkener Kontinente verkündet.

## Produktion und Veröffentlichung
Der Anime mit zwölf Folgen entstand bei Studio OLM nach einer Idee von Ichigo Umatani. Die Drehbücher wurden geschrieben von Hiroko Kanasugi und Regie führte Chizuru Miyawaki, von der auch das Charakterdesign entworfen wurde. Dieses wurde von Akane Hirota für die Animationen adaptiert. Die künstlerische Leitung lag bei Fumie Nuibe, für die Kameraführung war Atsushi Satō verantwortlich und die Tonarbeiten leitete Ryōsuke Naya.
Im September 2023 wurde die Serie erstmals angekündigt. Die je 23 Minuten langen Folgen wurden vom 11. Januar bis 28. März 2024 von Tokyo MX und BS Asahi in Japan gezeigt. Parallel dazu wurde der Anime von Crunchyroll international per Streaming veröffentlicht, unter anderem mit deutschen, spanischen, französischen und portugiesischen und englischen Untertiteln.

### Synchronisation
| Rolle          | japanischer Sprecher (Seiyū) |
| -------------- | ---------------------------- |
| Jirō Tanaka    | Kazutomi Yamamoto            |
| Gorō Satō      | Shunichi Toki                |
| Tarō J. Suzuki | Takahide Ishii               |
| Saburō         | Yusuke Shirai                |
| Catherine Sue  | Rie Kugimiya                 |
| Edward Chi     | Tomokazu Sugita              |
| Noin           | Yūki Inoue                   |
| Perch          | Anan Furuya                  |
| Rock           | Tomomichi Nishimura          |
| Nancy          | Chiwa Saitō                  |

### Musik
Die Musik der Serie wurde komponiert von Akiyuki Tateyama. Das Vorspannlied ist Over Scientific!, gesungen von den Hauptdarstellern, und für den Abspann verwendete man das Lied Science von Shun’ichi Toki.